# Atletismo nos Jogos Pan-Americanos de 1995 - 1500 m masculino
A prova dos 1500 m masculino nos Jogos Pan-Americanos de 1995 foi realizada em 19 de março, no Estádio Atlético "Justo Roman".

## Medalhistas
| Ouro                    | Prata                                  | Bronze                         |
| Joaquim Cruz BRA Brasil | Terrance Herrington USA Estados Unidos | Jason Pyrah USA Estados Unidos |

### Final
| Posição           | Nome                | Nacionalidade      | Tempo   | Notas |
| ----------------- | ------------------- | ------------------ | ------- | ----- |
| Medalha de ouro   | Joaquim Cruz        | BRA Brasil         | 3:40.26 |       |
| Medalha de prata  | Terrance Herrington | USA Estados Unidos | 3:40.97 |       |
| Medalha de bronze | Jason Pyrah         | USA Estados Unidos | 3:42.34 |       |
| 4                 | Leonardo Malgor     | ARG Argentina      | 3:43.18 |       |
| 5                 | Edgar de Oliveira   | BRA Brasil         | 3:43.98 |       |
| 6                 | Iván Gómez          | GUA Guatemala      | 3:45.96 |       |
| 7                 | José López          | VEN Venezuela      | 3:50.44 |       |
| 8                 | Terrance Armstrong  | BER Bermudas       | 3:53.71 |       |